# Heterocerus flindersi
Heterocerus flindersi là một loài bọ cánh cứng trong họ Heteroceridae. Loài này được Blackburn miêu tả khoa học đầu tiên năm 1888.